# تشارلز فاينستاين
تشارلز فاينستاين (بالإنجليزية: Charles Feinstein)‏ هو اقتصادي بريطاني، ولد في 18 مارس 1932، وتوفي في 27 نوفمبر 2004.